# Municipal Olympique Mougins Volley-ball 2019-2020
Questa voce raccoglie le informazioni riguardanti il Municipal Olympique Mougins Volley-ball nelle competizioni ufficiali della stagione 2019-2020.

## Organigramma societario
Area direttiva
- Presidente: Frédéric Pastorello

Area tecnica
- Allenatore: Marie Tari

## Rosa
| N° | Nome                    | Ruolo | Data di nascita  | Nazionalità sportiva |
| -- | ----------------------- | ----- | ---------------- | -------------------- |
| 1  | Alisée Camberabero      | L     | 23 febbraio 1996 | Francia              |
| 2  | Aléxia Joffrin          | S     | 26 ottobre 1994  | Francia              |
| 3  | Heloiza Pereira         | O     | 2 novembre 1990  | Brasile              |
| 6  | Pauline Martin          | C     | 20 ottobre 1995  | Francia              |
| 7  | Margot Le Moigne        | P     | 18 febbraio 1987 | Francia              |
| 8  | Paulina Hougaard-Jensen | C     | 11 ottobre 1996  | Danimarca            |
| 9  | Chloé Domenichini       | P     | 10 gennaio 1997  | Francia              |
| 13 | Lisa Arbos              | S     | 22 novembre 1996 | Francia              |
| 14 | Ágnes Pallag            | S     | 2 settembre 1993 | Ungheria             |
| 15 | Antonella Fortuna       | S     | 10 maggio 1995   | Italia               |
| 17 | Amélie Lautric          | C     | 1º maggio 1996   | Francia              |
| 18 | Marija Slavulj          | C     | 4 giugno 1990    | Croazia              |

## Risultati

### Coppa di Francia

#### Fase a eliminazione diretta
| Ottavi di finale - 29 ottobre 2019 Salle Roger Duhalde, Mougins  | Mougins | 3 - 1 | Saint-Raphaël | 25-21, 23-25, 25-19, 25-13 |
| Quarti di finale - 12 novembre 2019 Salle Roger Duhalde, Mougins | Mougins | 0 - 3 | Venelles      | 22-25, 21-25, 19-25        |